# Rankiel Neves

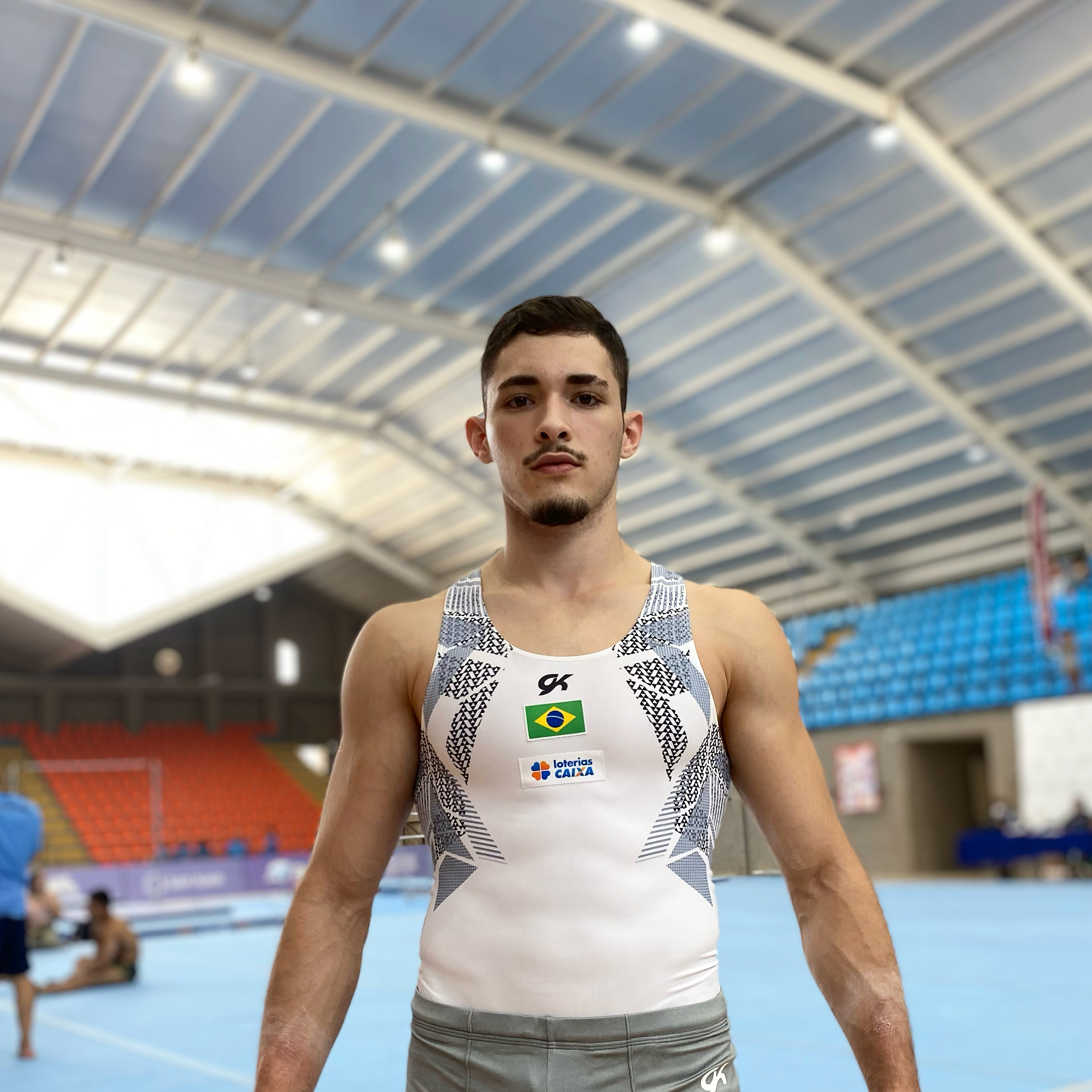
Campeonato Sul-americano 2021 - San Juan - Argentina

Rankiel Santos Neves (Brasília, 28 de dezembro de 2000) é ex-ginasta da ginástica artística brasileira. Atuou pelo clube Minas Tênis Clube e pela FAB (Força Aérea Brasileira) no qual foi o 3º Sargento da Comissão de Desportos da Aeronáutica.
Com a Seleção Brasileira de Ginástica (CBG) foi medalhista no Campeonato Sul-Americano Juvenil na Argentina (2017), onde conquistou dois ouros e dois bronzes. 1º lugar por equipes e 3º lugar no cavalo no Sul-Americano em San Juan na Argentina em 2021 e Bicampeão Brasileiro por Equipes pelo Minas Tênis Clube em 2021 e 2022.
Atualmente estuda Educação Física pela Universidade Estácio de Sá.